# Спрингфілд (Массачусетс)
Спрингфілд (англ. Springfield) — місто (англ. city) в США, в окрузі Гемпден штату Массачусетс. Населення — 155 929 осіб (2020).

## Географія
Спрингфілд розташований за координатами 42°6′56″ пн. ш. 72°32′24″ зх. д. / 42.11556° пн. ш. 72.54000° зх. д. (42.115454, -72.539978). За даними Бюро перепису населення США в 2010 році місто мало площу 85,66 км², з яких 82,53 км² — суходіл та 3,13 км² — водойми.

## Демографія
Згідно з переписом 2010 року, у місті мешкало 153 060 осіб у 56 752 домогосподарствах у складі 36 056 родин. Густота населення становила 1787 осіб/км². Було 61706 помешкань (720/км²).
Расовий склад населення:
| - 51,8 % — білих - 22,3 % — чорних або афроамериканців - 2,4 % — азіатів - 0,6 % — корінних американців - 0,1 % — вихідців з тихоокеанських островів - 18,0 % — осіб інших рас |

До двох чи більше рас належало 4,7 %. Частка іспаномовних становила 38,8 % від усіх жителів.
За віковим діапазоном населення розподілялося таким чином: 27,0 % — особи молодші 18 років, 62,1 % — особи у віці 18—64 років, 10,9 % — особи у віці 65 років та старші. Медіана віку мешканця становила 32,2 року. На 100 осіб жіночої статі у місті припадало 90,2 чоловіків; на 100 жінок у віці від 18 років та старших — 85,5 чоловіків також старших 18 років.
Середній дохід на одне домашнє господарство становив 48 975 доларів США (медіана — 34 728), а середній дохід на одну сім'ю — 53 771 долар (медіана — 38 847). Медіана доходів становила 40 251 долар для чоловіків та 36 860 доларів для жінок. За межею бідності перебувало 30,0 % осіб, у тому числі 43,9 % дітей у віці до 18 років та 14,0 % осіб у віці 65 років та старших.
Цивільне працевлаштоване населення становило 59 997 осіб. Основні галузі зайнятості: освіта, охорона здоров'я та соціальна допомога — 31,9 %, роздрібна торгівля — 12,2 %, виробництво — 9,8 %, мистецтво, розваги та відпочинок — 9,8 %.

## Економіка
У місті розташована штаб-квартира компанії Smith & Wesson.

## Відомі люди
- Томас Бланчард (іноді невірно пишуть Бланшар, 1788—1864) — американський винахідник,
- Джеймс Вінсент (1882—1957) — американський актор і кінорежисер німого кіно.
- Доктор Сьюз (1904—1991) — американський дитячий письменник та ілюстратор.
- Елінор Пауелл (1912—1982) — американська акторка і танцівниця 1930-1940-х років.
- Джим Дуглас (* 1951) — американський політик.
- Барбара Комсток (* 1959) — американський політик.
- Пол Фентон (* 1959) — американський хокеїст.
- Лінда Перрі (* 1965) — американська рок-співачка, автор пісень і музичний продюсер.